# Дикинсон, Энсон
Энсон Дикинсон (англ. Anson Dickinson; 1779—1852) — американский художник-миниатюрист, автор многочисленных работ.

## Биография
Родился 19 апреля 1779 года в графстве Личфилд, штат Коннектикут, в семье плотника Oliver Dickinson Junior (1757—1847) и его жены Anna Landon Dickinson (1760—1849); был старшим из десяти детей.
Некоторое время Энсон был учеником Исаака Томпсона, серебряника в Личфилде. Перед тем как стать художником-миниатюристом, Дикинсон работал с эмалью, делал рамы и расписывал знаки. В апреле 1802 года в газете Нью-Хейвена Connecticut Journal рекламу своей мастерской миниатюрной живописи. Первая известная его работа датирована 1803 годом. В июле 1804 году Дикинсон совершил поездку в Нью-Йорк, где Эдвард Мэлбон написал его также миниатюрный портрет. Вернувшись в Коннектикут, продолжал создавать портреты местных жителей. В 1805 году он начал путешествовать по стране и это стало его привычкой, которая длилась большую часть жизни.
В 1810 году в Олбани он встретился с Вашингтоном Ирвингом, который предложил Энсону выставлять свои работы. Впоследствии художник экспонировался с 1811 по 1815 годы, в частности, выставлялся в Пенсильванской академии изящных искусств, Национальной академии дизайна, Американской академии изобразительных искусств и Boston Athenaeum. В 1816 году Энсон Дикинсон стал одним из первых, кто был избран в Американскую академию изобразительных искусств. Женился в 1812 году в Нью-Йорке на Sarah Brown Dickinson (1779—1852).
Несколько раз за свою карьеру Дикинсон снимал студию в Нью-Йорке. Давал газетную рекламу, которая приносила ему заказы и доход. В Нью-Йорке жил с семьёй до 1820 года. В 1823 году в Бостоне он встретился с известным художником Гилбертом Стюартом, который был впечатлен работами Дикинсона и заказал ему себя и своей дочери. Около 1824 года Энсон Дикинсон усыновил двух детей, родители которых умерли — Mary Ann Walker и William Edmund Walker. Семья жила в Милтоне.
С 1827 по 1830 годы художник жил в Вашингтоне, округ Колумбия, рисуя портреты многих политических и военных лидеров. Также посетил и работал в Олбани, Нью-Йорке, Чарльстоне, Бостоне, Филадельфии, Балтиморе, Нью-Хейвене, Буффало и некоторых городах Канады. В 1833 году на некоторое время поселился в Нью-Хейвене. Возвращаясь к семье в Милтон, писал портреты жителей Личфилда. Окончательно вернулся и осел в Милтоне в 1846 году, посвятив себя домашней жизни и садоводству до самой смерти. Несмотря на свой успех, Энсон Дикинсон не стал богатым человеком.
Умер 9 марта 1852 года в родном городе и похоронен на кладбище Milton Cemetery, где позже в июле этого же года была похоронена его жена.

Галерея работ
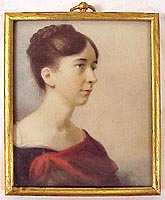
Mary Ann Walker Dickinson
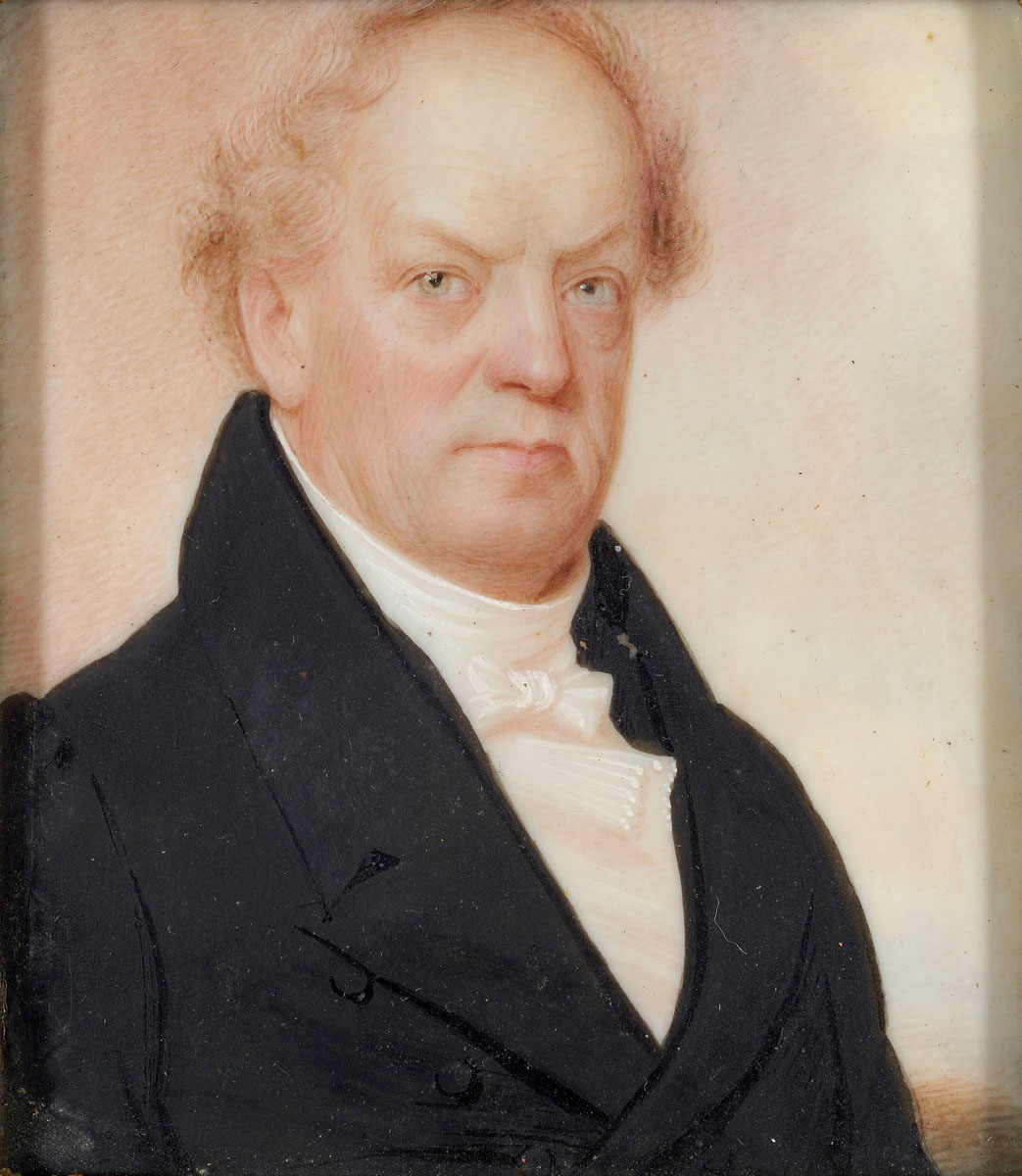
Frederick Wolcott
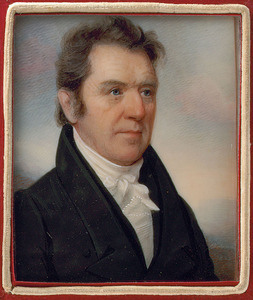
Asa Bacon
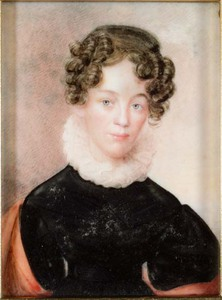
Lucy Sheldon Beach
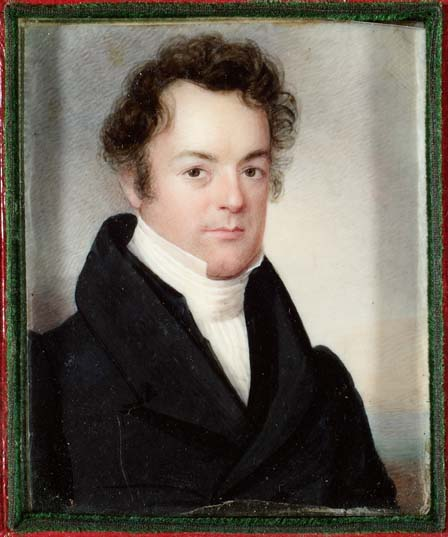
Attorney Charles Perkins